# 全日本武術太極拳選手権大会
全日本武術太極拳選手権大会（ぜんにほんぶじゅつたいきょくけんせんしゅけんたいかい）は、日本武術太極拳連盟が主催する武術太極拳の全国大会である。

## 概要
1984年より行われており、毎年7月に東京体育館で開催される。

## 競技部門
1. 規定競技部門
2. 自選競技部門
3. 規定難度競技部門
4. 自選難度競技部門
5. 伝統競技部門
6. 団体競技部門

なお、1.～5.の5部門から複数出場することはできない。